# Lisa Naalsund
Lisa Fjeldstad Naalsund (* 11. Juni 1995 in Bergen) ist eine norwegische Fußballspielerin. Seit Januar 2023 steht die Mittelfeldspielerin beim englischen Erstligisten Manchester United W.F.C. unter Vertrag. Seit 2021 ist sie zudem norwegische Nationalspielerin.

## Karriere

### Vereine
Naalsund begann als Siebenjährige in ihrer Heimatstadt Bergen beim Tertnes IL mit dem Fußballspielen. Dort durchlief sie sämtliche Jugendmannschaften, bevor sie sich 2012 der Jugendmannschaft des ebenfalls in Bergen ansässigen Vereins Arna-Bjørnar anschloss. Dort stieg sie noch im selben Jahr in den Profikader auf und entwickelte sich bald zur Stammkraft im Mittelfeld. 2019 wechselte sie nach über 130 Spielen innerhalb von Bergen zu IL Sandviken. Auch hier war sie bald Stammspielerin. Insbesondere in der Saison 2021 verpasste sie nach zwei Auswechslungen insgesamt nur 29 Spielminuten und stand ansonsten in allen 18 Spielen für ihr Team auf dem Platz. So trug sie – auch mit ihren fünf Saisontreffern – maßgeblich dazu bei, dass Sandviken in der Saison 2021 ohne Niederlage zum ersten Mal in der Vereinsgeschichte den Meistertitel erringen konnte. Nach Saisonende schloss sich das Frauenteam von Sandviken dem Lokalrivalen Brann Bergen an und firmierte fortan als SK Brann Kvinner. Naalsund konnte mit ihrem Team wiederum den norwegischen Meistertitel feiern. Zudem gelang der Pokalsieg durch einen 3:1-Sieg im Finale gegen Stabæk FK.
Im Januar 2023 wurde sie für ihre erste Station außerhalb Norwegens vom englischen Erstligisten Manchester United W.F.C. verpflichtet, wo sie einen bis Sommer 2026 gültigen Vertrag unterzeichnete. Ihr Debüt für Manchester gab sie am 19. März 2023 im Viertelfinale des FA Women’s Cup gegen Lewes FC Women. Allerdings verletzte sie sich in diesem Spiel, musste ausgewechselt werden und konnte in der restlichen Saison nur ein weiteres Spiel absolvieren. Erst in der folgenden Saison spielte sie wieder regelmäßig.

### Nationalmannschaft
Naalsund absolvierte einige Spiele für norwegische Nachwuchsmannschaften. 2017 wurde sie für ein Freundschaftsspiel gegen Kanada erstmals für die norwegische A-Nationalmannschaft nominiert, wurde aber nicht eingewechselt. Für die Fußball-Weltmeisterschaft der Frauen 2019 wurde sie nach einer Verletzung von Emilie Bosshard Haavi nachnominiert, durfte aufgrund von Kaderlimitierungen aber nicht nachgemeldet werden und konnte so nur am Trainingsbetrieb teilnehmen.
Am 10. Juni 2021 gab Naalsund schließlich ihr Länderspieldebüt für Norwegen, als sie bei der 0:1-Niederlage gegen Schweden in der 80. Spielminute für Vilde Bøe Risa eingewechselt wurde. Für die Fußball-Europameisterschaft der Frauen 2022 wurde sie wiederum für den norwegischen Kader nominiert, verletzte sich aber im Turniervorbereitungsspiel gegen Neuseeland, sodass Thea Bjelde ihren Kaderplatz einnehmen musste. Beim 9:0-Sieg gegen Albanien am 29. Oktober 2024 gelang Naalsund ihr erster Länderspieltreffer. 2025 stand sie wieder im Aufgebot der norwegischen Nationalmannschaft für die Europameisterschaft in der Schweiz. Hier schied sie mit ihrer Mannschaft durch eine 1:2-Niederlage im Viertelfinale gegen Italien aus.